# Список Рюриковичів
|  | Службовий список статей, створений для координації робіт з розвитку теми. Це попередження не встановлюється на інформаційні списки і глосарії. |

- Рюрик
- Олег
- Ігор Старий
- Святослав Ігоревич (†972)
  - Ярополк Святославич (†980)
    - Святополк Окаянний (†1019)

  - Олег Древлянський (†977)
  - Володимир Великий (†1015)
    - Вишеслав Володимирович  (*977 — †1010)
    - Всеволод Володимирович Волинський (†1013)
    - Ізяслав Полоцький (†1001)
      - Всеслав Ізяславич (†1003)
      - Брячислав Ізяславич (†1044)
        - Всеслав Чародій (*1029 — †1101)
          - Давид Всеславич
          - Роман Всеславич

    - Мстислав Хоробрий (*983 — †1036)
    - Святослав Володимирович Древлянський
    - Борис і Гліб (†1015)
    - Ярослав Мудрий (†1054)
      - Володимир Ярославич (*1020 — †1052)
        - Ростислав Володимирович (†1066) (галицькі Ростиславичі)
          - Рюрик Ростиславич (†1092)
          - Володар Ростиславич (†1124)
            - Володимирко Володарович (*1104 — †1152)
              - Ярослав Осмомисл (†1187)
                - Олег Ярославич
                - Володимир Ярославич (*1151 — †1198)

            - Ростислав Володарович

          - Василько Ростиславич (†1124)
            - Іван Василькович (†1141)

      - Ізяслав Ярославич (*1024 — †1078)
        - Ярополк Ізяславич (†1087)
        - Святополк Ізяславич (*1050 — †1113)
          - Мстислав Святополкович (Мстиславец) (†1099).
          - Ярополк Святополкович

        - Мстислав Ізяславич Новгородський ( — )

      - Святослав Ярославич (*1027 — †1076)
        - Гліб Святославич (†1078)
        - Роман Святославич Красний (†1079)
        - Давид Святославич (†1123) (Давидовичі)
          - Володимир Давидович
          - Ізяслав Давидович
          - Микола Святоша

        - Ярослав Святославич
        - Олег Святославич (†1115)  (Ольговичі)
          - Всеволод Ольгович (*1094 — †1146)
            - Святослав Всеволодович (*1116 — †1194)

          - Ігор Ольгович

      - Всеволод Ярославич (*1030 — †1093)
        - Володимир Мономах (*1053 — †1125)
          - Мстислав Великий (*1076 — †1132)
            - Всеволод Мстиславич (†1138)
            - Ізяслав Мстиславич (†1154)
              - Мстислав Ізяславич (†1170)
                - Роман Великий (*1150 — †1205)
                  - Данило Галицький (*1201 — †1264)
                    - Лев Данилович (*1228 — †1301)

                    - Роман Данилович (†1258)
                    - Мстислав Данилович (після †1292)
                    - Шварно Данилович (*1230 — †1269)

                  - Василько Романович (*1203 — †1269)
                    - Володимир Василькович (†1288)

            - Ростислав Мстиславич (*1110 — †1167) (смоленські Ростиславичі)
              - Мстислав Ростиславич Хоробрий (†1180)
                - Мстислав Мстиславич Удатний (*1180 — †1228)

              - Роман Ростиславич (після †1180)
                - Мстислав Романович Старий (†1223)

            - Святополк Мстиславич (†1154)

          - Роман Володимирович (*1081 — †1119)
          - Ярополк Володимирович (*1082 — †1139)
          - В'ячеслав Володимирович (*1083 — †1154)
          - Юрій Довгорукий (*1091 — †1157)
          - Андрій Володимирович Добрий (*1102 — †1142)

      - Ігор Ярославич Волинський(†1060)
        - Давид Ігорович (*1059 — †1112)
          - Всеволод Давидович (Всеволодко) (†1141)

      - В'ячеслав (*1034 — †1057)
        - Борис В'ячеславич (*1054 - †1078)